# NGC 1157
NGC 1157 est une galaxie spirale située dans la constellation de l'Éridan. NGC 1157 a été découverte par l'astronome américain Francis Leavenworth en 1885. Le professeur Seligman est le seul à classer cette galaxie comme lenticulaire.

## Caractéristiques
Sa vitesse par rapport au fond diffus cosmologique est de 8 673 ± 41 km/s, ce qui correspond à une distance de Hubble de 127,9 ± 9,0 Mpc (∼417 millions d'al).